# Eginhard von Barfus

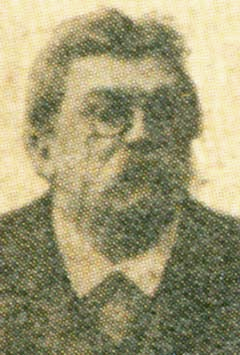
Eginhard von Barfus

Karl Richard Eginhard von Barfus (* 7. November 1825 auf Gut Tetzleben bei Treptow an der Tollense, Pommern; † 20. Februar 1909 in München) war ein deutscher Autor von Abenteuerromanen.

## Familie
Karl Richard Eginhard von Barfus entstammte dem alten altmärkischen Adelsgeschlecht Barfus, das im Jahr 1251 erstmals urkundlich genannt wird. Seine Eltern waren Eduard von Barfus-Reichenow (* 1791; † 1869) und Natalie von Warkotsch (* 1792; † 1875). Sein Großvater Johann Christian von Barfuß war Obrist (* 1762; † 1829).
Barfus heiratete am 8. Oktober 1859 in Königshütte Luise Wierz (* 6. August 1835 in Honnef). Das Ehepaar hatte zwei Kinder, Arthur (* 1860) und Natalie (* 1861).

## Leben
Nach seiner Schulzeit in Danzig trat Barfus 1842 als damals Siebzehnjähriger der preußischen Armee bei. Bereits drei Jahre später wurde er Offizier. Gegen 1851 schied er aus der preußischen Armee als Leutnant aus und trat in die niederländische Kolonialarmee ein, mit der er an mehreren Feldzügen auf Borneo und Sumatra teilnahm. 1858 verließ er, da er das tropische Klima nicht vertrug und oft krank wurde, auch die niederländische Armee.
1860 kehrte er nach Deutschland zurück, wo er sich nach einer neuen Verdienstquelle umsah und verschiedene Tätigkeiten ausübte. Da er bereits während seiner Militärzeit mehrere kleine Artikel für die Hausblätter von Edmund Hoefer und Friedrich Wilhelm Hackländer verfasst hatte, schlugen diese ihm vor, sein Geld künftig ganz mit der Schriftstellerei zu verdienen.
Gegen 1888 legte er seine erste größere Erzählung Vom Kap nach Deutsch-Afrika vor. Da sie sich gut verkaufte, folgten bald viele andere, meist abenteuerliche Werke, die ihn zu einem der populärsten deutschen Jugendschriftsteller des ausgehenden 19. Jahrhunderts machten. 
Seine Erzählungen sind ganz Werke seiner Zeit und wurden deshalb von der späteren deutschen Literaturkritik oftmals als kolonialverherrlichende und nationalistische Arbeiten eingestuft. Heute ist Barfus nahezu unbekannt und seine Werke sind nur noch antiquarisch zu bekommen. Seine im Goethe- und Schiller-Archiv (Weimar) vorhandene Akte wurde in den 1930er Jahren von der Deutschen Schillerstiftung zur Vernichtung ausgesondert.

## Werke
- Wohl Biegen, aber nicht brechen (wohl vor 1888)
- Der fliegende Holländer (wohl vor 1888)
- Vom Kap nach Deutsch-Afrika (1888)
- Durch alle Meere (1889), ab 1919 unter dem Titel: Schiffsjungenabenteuer
- Der Diamantenschatz (1889)
- Im Diamantenlande (1890)
- Der Schatz des Kaziken (1890)
- Deutsche Marine am Kongo und in der Südsee (1892)
- Deutsche Ansiedler am Cheyenne (1892)
- Eine unheimliche Seefahrt (1892)
- Ein Ritt um's Leben (1892)
- Kriegsfahrten eines alten Soldaten im Fernen Osten (1892)
- Treue Kameraden (1892)
- Bis in die Wildnis (1895)
- Am Elefantensee (1896)
- Watawa, die Tochter des Crow-Häuptlings (1897)
- Im Lande der Buren (1897)
- Die Meuterer in der Südsee (1898)
- Die Goldsucher am Klondyke (1899)
- Bei den Flibustiern auf Cuba (1900)
- Der Buren Freiheitskampf (1900)
- Auf Samoa (1901)
- Aus fernen Zonen (1908)
- In malayischer Gefangenschaft (1909)

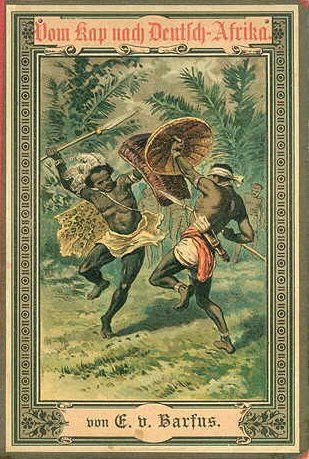
Buchdeckel der Erstausgabe von Vom Kap nach Deutsch-Afrika aus dem Jahr 1888.
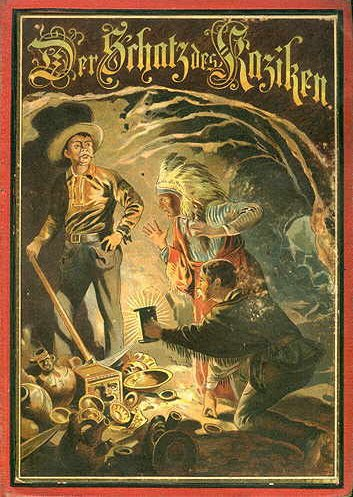
Buchdeckel der Erstausgabe von Der Schatz des Kaziken aus dem Jahr 1890.
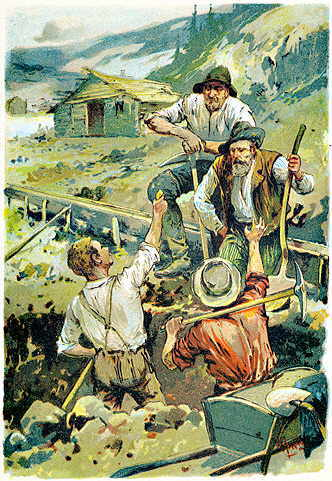
Illustration in der Erstausgabe von Die Goldsucher am Klondyke, 1899.